# Шталликон
Шталликон (нем. Stallikon) — коммуна в Швейцарии, в кантоне Цюрих.
Входит в состав округа Аффольтерн. Население составляет 2811 человек (на 31 декабря 2007 года). Официальный код — 0013.

## Состав коммуны
- Зелленбюрен